# Frank Selvy
Frank Selvy   (Corbin, 9 de novembre de 1932 - Simpsonville, 13 d'agost de 2024) va ser un exjugador de bàsquet estatunidenc que va jugar durant 9 temporades a l'NBA. Fou el número u del draft de l'NBA del 1954.

## Biografia
Va jugar durant 4 temporades amb els Paladins de la Universitat de Furman, fent una mitjana en les tres últimes de 32,5 punts en 78 partits. Però el fet més destacat de la carrera universitària de Selvy ocorreria en la seva última temporada. Amb la nominació d'All-American a la butxaca i el títol de màxim anotador nacional aconseguit, els seus entrenadors van decidir fer-li un homenatge en l'últim partit de la temporada, disputat el 13 de febrer de 1954 davant Newberry College. Ho van anomenar La Nit de Frank Selvy. El partit va ser el primer a ser televisat en directe a Carolina del Sud, i els entrenadors van donar ordres als seus jugadors de jugar per a ell, amb l'objectiu d'aconseguir el major nombre de punts possibles. Selvy, obligat per les circumstàncies, va anotar 41 de 66 tirs de camp i 18 de 22 tirs lliures, anotant l'últim llançament sobre la botzina des de mig camp per completar 100 punts, convertint-se en l'únic jugador a aconseguir aquesta xifra en un partit de la Divisió I de l'NCAA. Té més mèrit ja que llavors no existia la línia de 3 punts.
Va ser triat en la primera posició del Draft de l'NBA del 1954 pels Baltimore Bullets, que el van traspassar als Milwaukee Hawks, on va realitzar una gran primera temporada, fent una mitjana de 19 punts, 5,5 rebots i 3,5 assistències per partit. L'equip es va traslladar a St. Louis, i va ser llavors quan va haver de fer una pausa en la seva trajectòria professional per incorporar-se a l'Exèrcit dels Estats Units. Va jugar als Minneapolis Lakers, New York Knicks i Syracuse Nationals, per acabar tornant als Lakers la temporada 1959-60, on jugaria les seves últimes 5 temporades abans de retirar-se el 1964 amb 31 anys. Allà hi va coincidir amb jugadors de la talla de Jerry West i Elgin Baylor. Va ser convocat en dues ocasions per l'All-Star Game, els anys 1955 i 1962.
En el total de la seva carrera va fer una mitjana de 10,8 punts i 3,7 rebots per partit.